# Pétervári István
Pétervári István (Baja, 1929. augusztus 20. – Budapest, 1983. szeptember 20.) Jászai Mari-díjas magyar színházrendező, színigazgató.

## Életpályája
1961-ben közgazdász diplomát szerzett. 1959–1964 között a Színház- és Filmművészeti Főiskola hallgatója volt, ahol rendezői diplomát szerzett. 1964–1966 között a kecskeméti Katona József Színház, 1966–1981 között a veszprémi Petőfi Színház igazgatója és rendezője volt. 1981-től haláláig a győri Kisfaludy Színház igazgatója volt. 1965-től a Színházművészeti Szövetség tagja, 1976-tól haláláig elnökségi tagja volt.

## Főbb rendezései
- A. Tolsztoj: Rakéta
- Bródy Sándor: A tanítónő
- Williams: Az ifjúság édes madara
- Száraz György: III. Béla
- Shakespeare: Sok hűhó semmiért
- Mrożek: Emigránsok
- Sütő András: Káin és Ábel

## Díjai, elismerései
- Madách-díj (1971)[6]
- Jászai Mari-díj (1975)